# 広瀬香美 THE BEST Love Winters〜ballads
『広瀬香美 THE BEST Love Winters〜ballads』（ひろせこうみ ザ・ベスト ラヴ・ウィンターズ バラッズ）は、広瀬香美2枚目のベスト・アルバム。

## 解説
- 2001年11月7日に、ビクターエンタテインメントからリリースされた。
- バラード曲を中心に構成された。
- 初回生産盤のみ半透明のホワイトケース仕様。

## 収録曲
作詞・作曲：広瀬香美（特記以外）
1. ロマンスの神様 (a cappella)
  - 編曲：広瀬香美
2. 愛はバラード(再録バージョン)
  - 編曲：広瀬香美
3. promise (soul bossa flavor)
  - 編曲:soul bossa trio
4. 誰もいない海
  - 編曲：本間昭光・広瀬香美
5. いとしのエリー
  - 作詞・作曲：桑田佳祐　編曲：屋敷豪太
  - サザンオールスターズのカバー。
6. ピアニシモ (Mix on Basis)
  - 編曲：本間昭光・広瀬香美
7. Dear
  - 編曲：服部隆之
8. Don't Go Away
  - 編曲：山川恵津子
9. 僕がそばに…
  - 編曲：本間昭光・広瀬香美
10. I Wish
  - 編曲：本間昭光
11. Harvest(再録バージョン)
  - 編曲：広瀬香美
12. Search-Light
  - 編曲：野崎貴潤
13. School Days
  - 編曲：野崎貴潤
14. 黄昏
  - 編曲：h-wonder
15. Ave Maria
  - 作詞：Dr.Theo.Baker　作曲：シューベルト　編曲：斉藤恒芳